# Piper rusticum
Piper rusticum är en pepparväxtart som beskrevs av Trel. & Yunck.. Piper rusticum ingår i släktet Piper och familjen pepparväxter. Inga underarter finns listade i Catalogue of Life.